# Jonas Rudberus
Jonas Rudberus (* 10. September 1636 in Lyrestad; † 21. Juni 1697 in Lidköping) war ein schwedischer Orgelbauer und Pastor.
Rudberus studierte ab 1650 in Uppsala. 1659 wurde er zum Priester geweiht. 1665 wurde er Pastor in Lyrestad, 1674 Propst in Lidköping. In den 1650er und 1660er Jahren war Rudberus Orgelbauschüler des deutschstämmigen Orgelbauers Hans Henric Cahmann. Er baute Orgeln in Karlstad (Domkirche, 1669–1674), Lyrestad (1674–1682), Lidköping (bis 1687) und Vänersborg. Er starb 1697 in Lidköping. Er wurde dort im Chor der Stadtkirche beigesetzt. Dort wurde ein Epitaph angebracht.